# Psychotria ochroleuca
Psychotria ochroleuca är en måreväxtart som beskrevs av Paul Carpenter Standley. Psychotria ochroleuca ingår i släktet Psychotria och familjen måreväxter. Inga underarter finns listade i Catalogue of Life.